# Hornburger Sattel

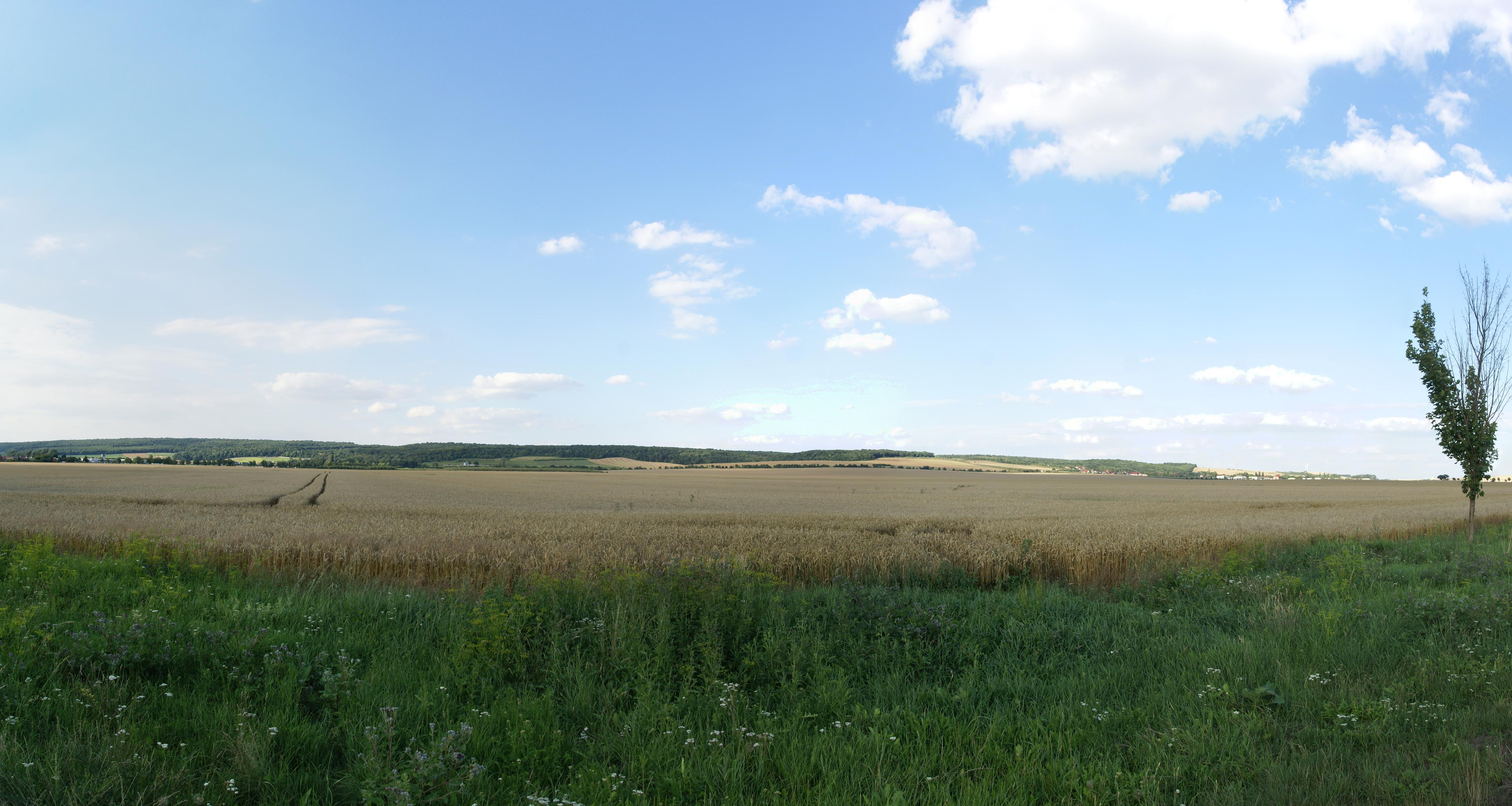
Der Hornburger Sattel von Süden

Der Hornburger Sattel ist ein bis zu 319 Meter hoher Höhenzug im Landkreis Mansfeld-Südharz in Sachsen-Anhalt (Deutschland).

## Geographische Lage
Er ist ein südöstlicher Ausläufer des Unterharzes und erstreckt sich zwischen Blankenheim im Norden, Wolferode bei Eisleben im Osten, Hornburg im Südosten und Beyernaumburg bei Sangerhausen im Westen. 
Benachbarte Landschaften sind im Nordwesten der Unterharz, im Nordosten die Eislebener Niederung, im Süden die Querfurter Platte und im Westen die Helmeniederung.
Naturraummäßig wird er entsprechend dem Handbuch der naturräumlichen Gliederung Deutschlands noch dem Naturraum Querfurter Platte und Untere Unstrutplatten des Thüringer Beckens (mit Randplatten) zugerechnet, unmittelbar im Grenzbereich zum Östlichen Harzvorland und zur Östlichen Harzabdachung.

## Geologie
Der Hornburger Sattel ist Teil der von Nordwest- in Südost-Richtung verlaufenden gleichnamigen Scholle des Ostharzrandes. Er trennt die Sangerhausener Mulde entlang der Blankenheimer Störung im Südwesten von Mansfelder Mulde im Nordosten.
Die hauptsächlichen vorkommenden Gesteinsarten sind die des Grundgebirges (Rotliegend), sowie Zechstein und Buntsandstein. Darin enthalten sind geringe Mengen Uran mit einem gesamten Uranvorrat von etwa 400 Tonnen, die sich zum geringen Teil nahe an der Oberfläche im Sandstein befinden. Es wurde eine Förderung durch Auslaugen des Sandsteins durch das Unternehmen Wismut erwogen, was auf Grund der geringen Mengen jedoch als nicht wirtschaftlich erachtet wurde.

## Berge
Zu den wichtigsten Bergen und Erhebungen einschließlich der nordwestlichen Ausläufer zählen der Höhe nach:
- namenloser Berg (319,3 m), südlich von Blankenheim
- Gaisberg (ca. 305 m), nördlich von Beyernaumburg
- Hunderücken (ca. 300 m), östlich von Blankenheim
- namenloser Berg (294,1 m), westlich von Bischofrode
- Talberg (244,7 m), westlich von Hornburg

## Besonderheiten
Besonders die Hänge am Rande des Sattels sind bewaldet, auf Anhöhen befinden sich einige Burgruinen wie zum Beispiel Burg Bornstedt. An seinem südlichen Rand verläuft die A38, die Bundesstraße 180 quert ihn von Eisleben nach Querfurt, am nördlichen Rand verläuft die Bundesstraße 80 und die Bahnstrecke Halle-Kassel.
Er war Namensgeber der bis 2005 existenten Verwaltungsgemeinschaft Am Hornburger Sattel.